# Affaire Sébastien Nouchet
 (février 2024).
L'affaire Sébastien Nouchet a été un événement d'actualité de 2004 à 2006. Elle concerne Sébastien Nouchet, Français né en 1971, brûlé au troisième degré. Ayant reconnu publiquement son homosexualité, il affirme avoir été victime d'une agression homophobe. Le 31 décembre 2004, deux amendements réprimant notamment les propos homophobes ont été adoptés pour renforcer les lois anti-discriminations françaises à la suite de cette affaire. Toutefois, le 26 septembre 2006, le tribunal de Béthune a conclu à un non-lieu à la suite de la plainte pour agression déposée par Sébastien Nouchet, « l'énigme Nouchet », comme l'appelle L'Express dans son enquête, restant entière.

## Les faits
Le soir du 16 janvier 2004, les pompiers interviennent pour secourir Sébastien Nouchet à son domicile, à Nœux-les-Mines (Pas-de-Calais). Brûlé vif au torse, aux bras, aux mains et au cou, il est emmené à l'hôpital de Charleroi (Belgique). Avant de sombrer dans le coma pendant deux semaines, le jeune homme, alors âgé de 33 ans, a le temps de dire aux secours qu'il a été victime d'une agression.
Lorsqu'il reprend conscience, il donne davantage de détails aux enquêteurs : trois personnes l'auraient attaqué alors qu'il se trouvait dans son jardin. Injurié et battu, il aurait été aspergé d'un liquide avant que ses agresseurs ne l'enflamment avec un briquet et disparaissent. Près de trois ans après les faits, le jeune homme porte toujours des séquelles : il a des problèmes d'élocution et a dû subir des opérations de chirurgie reconstructrice.
Lui et son compagnon, avec lequel il vivait en couple depuis quatorze ans, décrivent avoir été victimes d'agressions homophobes physiques et verbales de leurs voisins entre 2001 et 2002, alors qu'ils habitaient à Lens. Un d'entre eux est alors condamné par la cour d'appel de Douai à six mois de prison pour ces faits - qu'il n'a jamais reconnus -, notamment pour des coups de tournevis. C'est pour retrouver leur tranquillité que les deux concubins ont déménagé, en décembre 2002, à Nœux-les-Mines, à quelques kilomètres de Lens.
Faute de preuves tangibles, une partie de l'enquête a porté sur l'état dépressif du plaignant (19 tentatives reconnues de suicide par médicaments), le parquet évoquant la possibilité d'une nouvelle tentative de suicide par immolation. Le procureur se plaint de ses « imprécisions, voire de ses contradictions » : le plaignant, durant ses dix minutes de conscience, a confié à un brigadier avoir été agressé par deux, puis trois auteurs. Ses déclarations sont confuses; mieux, il identifie formellement par la suite un homme qui était alors en prison. D'autre part, les voisins du plaignant n'ont entendu aboyer, le soir de l'agression, aucun des cinq chiens de Nouchet, pourtant d'habitude prompts à s'agiter.
Le 26 septembre 2006, après deux ans et demi d'instruction, la juge d'instruction chargée de l'affaire au tribunal de Béthune rend une ordonnance de non-lieu, le procureur de la République annonçant devant la presse que la magistrate chargée du dossier a constaté « l'absence d'élucidation des circonstances dans lesquelles sont survenues les brûlures ».
Une semaine après le non-lieu, le 4 octobre 2006, le jeune homme et son avocat ont décidé de faire appel. Depuis 2006, Sébastien Nouchet et son compagnon résident dans le sud de la France.
Le 12 avril 2007, la chambre d'instruction de la cour d'appel de Douai a rendu un non-lieu devenu définitif.

## Conséquences en France
En 2004, l'« affaire Nouchet » provoque une vague d'émotion dans l'opinion publique et la classe politique. Des manifestations anti-homophobie sont organisées par les associations de défense des homosexuels (Act-Up, le MAG, Inter-LGBT, etc.) et certaines formations politiques (les Verts, le PCF). Jacques Chirac, alors président de la République, envoie pour sa part une lettre de soutien à Sébastien Nouchet et à son compagnon.
Le 23 juin 2004, le ministre de la Justice Dominique Perben présente un projet de loi contre l'homophobie au Conseil des ministres. À la sortie du Conseil, celui-ci déclare : « J'ai été bouleversé par ce qui était arrivé à Sébastien Nouchet. Cette loi c'est au fond quelque part la loi Nouchet pour faire prendre conscience à chacun qu'il est hors de question de s'en prendre comme ça à des minorités quelles qu'elles soient. »
La loi nº 2004-1486, est votée le 30 décembre 2004 et publiée au Journal officiel le 31 décembre. Elle a pour objet de condamner la diffamation et les injures envers une personne ou un groupe de personnes en raison de leur orientation sexuelle, de leur sexe ou de leur handicap.

## Sources
- Isabelle Mastin, Non-lieu dans l’affaire Nouchet, icône de la lutte anti-homophobie, dans La Voix du Nord, 27 septembre 2006.
- Haydée Sabéran, « Une homophobie présumée qui le restera », Libération,‎ 27 septembre 2006 (lire en ligne).